# Trachyphloeina
Trachyphloeina es una subtribu de insectos coleópteros curculiónidos pertenecientes a la subfamilia Entiminae.  

## Géneros
- Anemophilus – Atrachyphloeus – Callirhopalus – Cathormiocerus – Cercopedius – Cercopeus – Chaetechidius – Pentatrachyphloeus – Perarogula – Pseudocercopeus – Pseudocneorhinus – Rhinodontodes – Rhinodontus – Stierlinia – Timareta – Trachyodes – Trachyphloeoides – Trachyphloeomimus – Trachyphloeophana – Trachyphloeosoma – Trachyphloeus